# Munții Baiului
Munții Baiului (sau Munții Gârbova) sunt o grupă muntoasă a Carpaților de Curbură, aparținând de lanțul muntos al Carpaților Orientali. 

## Descriere
Prezintă o culme orientată nord-sud, lungă de peste 30 km și cu înălțimi de 1700-1900 m.
Cel mai înalt pisc este Vârful Neamțu, având 1.923 m.
Alte piscuri ale masivului sunt Vârful Baiu Mare, 1.895 m, Vârful Cazacu, 1.762 m, Vârful Urechea, 1.715 m.
Munții Baiului ocupă o suprafață de circa 300 km², în cea mai mare măsură cuprinsă în bazinele superioare ale văilor Prahova și Doftana.